# Paiste
Paiste (Пайсті, англійська вимова: [ˈpaɪsti]) — швейцарський виробник ударних музичних інструментів — тарілок, третій у світі за обсягом продукції. Назва компанії в перекладі з естонської і фінської означає «сяйво». Логотипи серій «2002» і «Твенті» містять стилізоване сяйво світанку.

## Історія
У 1901 році естонський музикант Томас Пайсті, що служив в лейб-гвардії Російської імперії, пішов у відставку і відкрив в Санкт-Петербурзі музичне видавництво і музичний магазин. У 1906 році в своїй майстерні по ремонту музичних інструментів він на замовлення покупців виготовив перші тарілки Пайсті.
З роками частка виробництва тарілок в його підприємстві росла, незважаючи на пов'язані з війною труднощі та вимушені переїзди. В 1917 році Томас поїхав в Таллінн, де його син Міхкель Пайсті вирішив зосередитися на виробництві та експорті тарілок. Після окупації Естонії Радянським Союзом у 1940 році сім'я разом з усім підприємством переїхала в Польщу, де відновила виробництво в надзвичайно важких умовах; в 1945 році — в Німеччину, а потім, в 1957 році у Швейцарію, де були облаштовані штаб-квартира і фабрика. Підприємство було продовжено синами Міхкеля Робертом і Томасом з використанням і швейцарських, і німецьких виробничих потужностей .

## Інновації

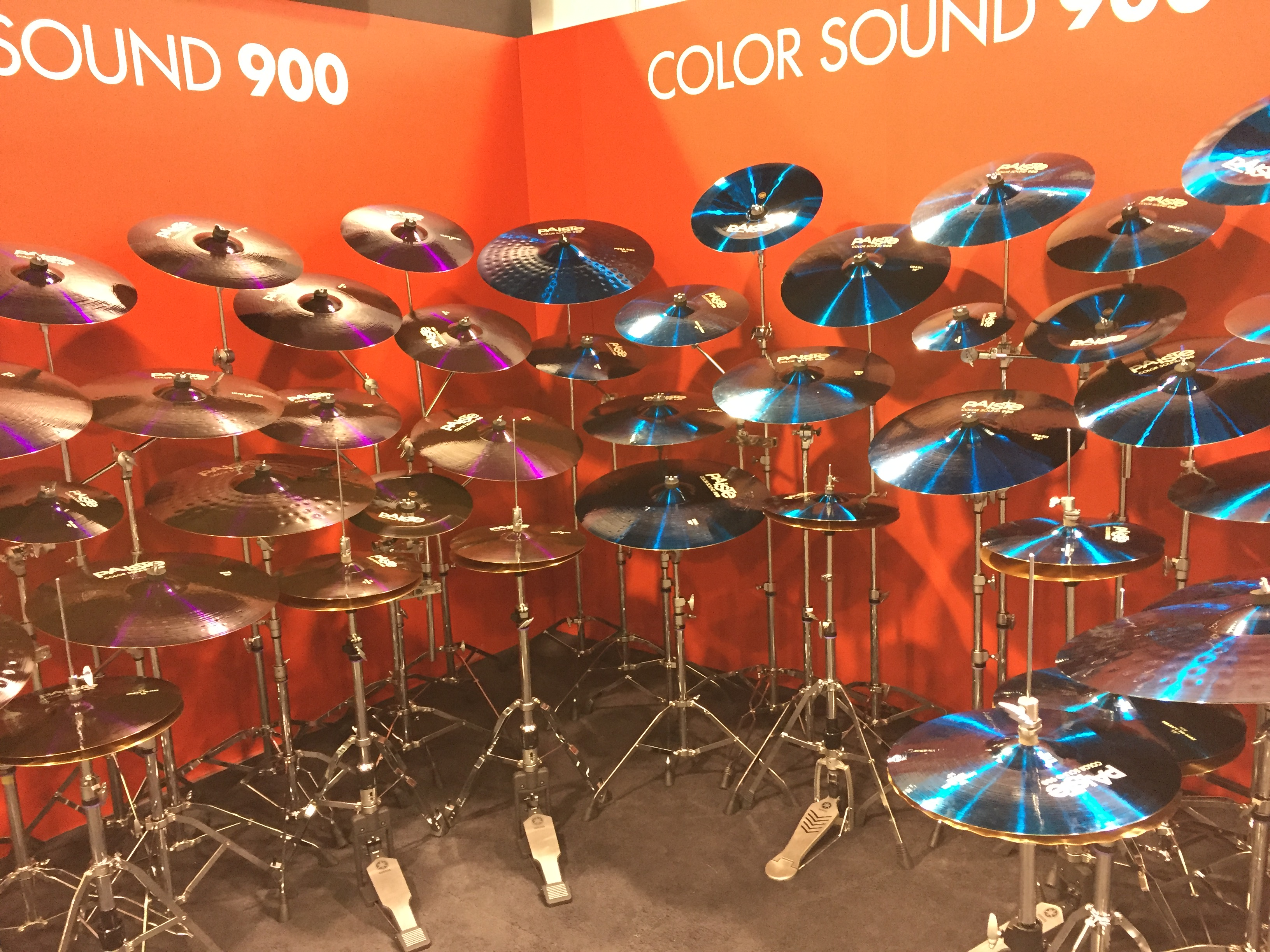
Асортимент тарілок

Пайсті належать деякі нововведення в розробці тарілок. Серед них:
- Сплощений райд, позбавлений купола. Спочатку розроблений як «Спейс саунд» в серії «Формула 602» за участю Джо Морелло. Представлений в 1960-х роках.
- «Саунд едж». Нижня тарілка хай-хета має хвилястий профіль краю, що запобігає утворенню повітряної пробки при закритті хета. Представлений в 1967 році. Також використовується при виготовленні ручних тарілок.
- Використання бронзи марки B8. Пайсті позначає цей сплав як «CuSn8» або «бронза 2002». Вперше представлено в серії «Стамбул 65» в 1965 році. Здобуло загальне визнання в серіях «Джайнт біт» і «2002». Пайсті також відомий як єдиний великий виробник, який використовує сплав B8 для виробництва серій тарілок вищого рівня; втім, Майнл недавно також представив висококласну серію з бронзи B8. Зільджян і Себіан використовують цей сплав, головним чином, в серіях початкового рівня, віддаючи перевагу дзвоновій бронзі для дорожчих моделей.
- Бескупольний профіль. Представивши в 1975 році «Sound creation short crash», Пайсті став першим виробником, який запровадив тарілки з бескупольною будовою. В даний час застосовується для хай-хетів «Кристал» і креш «Сігнейчер».
- Необточена поверхня. Представлена в 1980 році в серії «Руд». Виконані зі сплаву B8, необточені тарілки пропонувалися для використання в гучній музиці, як панк і хеві-метал .
- Звернений купол китайської тарілки представлений в 1983 р у моделі «2002 Ново». Полегшує гру партій райд- і креш-тарілок на китайській тарілці.
- Патентований сплав, впроваджений в 1989 році в серії «Сігнейчер», що складається з фосфористої бронзи, що містить від 14,7 % до 15,1 % олова. Пайсті стверджує, що ця марка бронзи була розроблена спеціально для виробництва тарілок[3] .

## Інші інструменти
Пайсті випускає також і інші металеві ударні інструменти. Серед них:
- Кроталі
- Прямокутні панелі з бронзи B8, що мають звук на зразок церковного, на яких грають м'якими калаталами.
- Круглі панелі з бронзи B8.
- Круглі панелі з бронзи B8, закріплені на поворотній стійці.
- Пальчикові тарілки.
- Малі барабани. У 2002 році на честь сторіччя фірми була випущена обмежена серія малих барабанів «Spirit Of 2002» з корпусами з бронзи від розбитих тарілок, зібраних у колекціонерів.